# Королівський інститут британських архітекторів
Королівський інститут британських архітекторів (англ. Royal Institute of British Architects; скорочення RIBA) — професійна спілка архітекторів Великої Британії.

## Історія
Інститут британських архітекторів у Лондоні (англ. Institute of British Architects in London) був заснований в 1834 році, групою видатних британських архітекторів, зокрема Декімусом Бертоном, Філіпом Хардвіком, Томасом Алломом, Вільямом Донторном, Томасом Левертоном Дональдсоном, Вільямом Адамсом Ніколсоном, Джоном Буонаротті Папворттом і Томасом де Грей, 2-й граф де Грей.
Після отримання королівської хартії, інститут став називатися Королівським інститутом британських архітекторів у Лондоні (англ. Royal Institute of British Architects in London), а в 1892 році, після відмови від посилання на Лондон, почав носити свою нинішню назву Королівський інститут британських архітекторів.
В 1934 році інститут переїхав до своєї штаб-квартири на Портленд-Плейс, будівлю відкрили з урочистостями за участю короля Георга V та його дружини Марії.